# Иллюминация (альбом)
«Иллюминация» — второй альбом белорусской фолк-группы NAVI (NAVIBAND), выпущенный 20 января 2017 года.

## Об альбоме
Диск записывался в течение 2016—2017 годов. Альбом включает в себя 8 оригинальных треков. Песня «Гісторыя майго жыцця», включенная в этот альбом, была представлена на конкурсе песни «Евровидение-2017» в Киеве.
Презeнтация альбома состоялась 14 февраля 2017 клуб Re:Public.
Дизайн обложки альбома создан Мариной Назаровой. Фото для альбома сделано Дарьей Мурашко. Запись альбома выполнена ToneTwins, SunFlowers и EverestMedia.

## Приём
Мнения критиков на сайте Experty.by разделились. Средний балл альбома на сайте — 6,5 из 10. Егор Цывилько, поставивший альбому 8 баллов, заявил, что «мы имеем сильный релиз — хорошую заявку на лучший поп-альбом 2017 года». В свою очередь Конрад Ерофеев, поставивший 5 баллов, отметил, что «чтобы делать хорошую музыку совершенно недостаточно быть симпатичными, национально-ориентированными и голосистыми». По его мнению, здесь есть только «эмоционально плоский, по-пионерски позитивный материал, которому откровенно не хватает хуков» и «это не то, что не Lady Gaga, это даже не Таня Буланова».

## Список композиций
| №  | Название               | Длительность |
| -- | ---------------------- | ------------ |
| 1. | «Красочным»            | 3:50         |
| 2. | «Зима»                 | 4:26         |
| 3. | «Гісторыя майго жыцця» | 3:02         |
| 4. | «Хуткімі думкамі»      | 3:06         |
| 5. | «Не пакідай»           | 4:48         |
| 6. | «Бяжы»                 | 3:34         |
| 7. | «Колыбельная»          | 3:47         |
| 8. | «Стоп-кадр»            | 4:14         |